# Harina Zlaka
Harina Zlaka is een plaats in de gemeente Zagorska Sela in de Kroatische provincie Krapina-Zagorje. De plaats telt 62 inwoners (2001).